# Wognum (documentaire)
Wognum is een Nederlandse documentairefilm uit 2018. Het is de afstudeerfilm van regisseur Tim Bary. De film won tijdens het Nederlands Film Festival de Talent Award en de Filmfonds Wildcard. De documentaire werd op 5 december 2018 uitgezonden door de VPRO in het kader van 2Doc.

## Inhoud
Matthijs Wognum (42) is gabber maar is ook gefascineerd door modeltreintjes en heeft een opmerkelijke droom. Hij wil klassiek pianist worden. In zijn gabberkleding en met kale kop en tatoeages speelt hij in de muziekinstrumentenwinkel voor een verbaasd publiek. Uiteindelijk speelt hij op het podium van het Concertgebouw in Amsterdam.